# Aeroportul Virgin Gorda
Aeroportul Virgin Gorda (IATA: VIJ, ICAO: TUPW) este un aeroport din Insulele Virgine Britanice, Teritoriile britanice de peste mări, Regatul Unit.
Situat la o altitudine de 7 m, aeroportul dispune de o singură pistă.